# Državna cesta D43
Die Državna cesta D43 (kroatisch für Nationalstraße D43) zweigt beim Anschluss Ivanić-Grad von der Autobahn Autocesta A3 ab und führt in nordöstlicher Richtung über Čazma, wo sie die Državna cesta D26 kreuzt, nach Bjelovar. Dort wird die Državna cesta D28 gequert. Die D43 setzt sich über das Bilogora-Gebirge nach Đurđevac fort, wo sie auf die Državna cesta D2 trifft und an dieser endet.
Die Länge der Straße beträgt 78,1 km.